# Selecciones Ilustradas
Selecciones Ilustradas, amb el nom comercial de SI Artists SL, és una agència de còmics d'origen barceloní, fundada el 1953. La seva producció se centra en el món del còmic, representa il·lustradors i ha produït les seves pròpies sèries.
El fundador de Selecciones Ilustradas fou Josep Toutain; qui opta, des del naixement de l'empresa, per representar creadors d'historietes que tenen poca projecció a l'Espanya franquista i els dona una plataforma internacional. L'èxit comporta la sortida al mercat nord-americà l'any 1970. A finals dels setanta es crea una editorial pròpia Toutain Editor que produirà un còmic per a adults, com Creepy.

## Artistes
Alguns dels artistes associats amb Selecciones Ilustradas van ser:
- Adolfo Usero Abellán
- Alfons Figueras
- Alfonso Font
- Alfonso Azpiri
- Amador García Cabrera
- Antonio Colmeiro
- Artur Aldomà Puig
- Aurelio Bevia
- Ángel Badía Camps
- Carles Prunés
- Carlos Pino
- Carlos Giménez
- César Álvarez Cañete, Zesar
- César López Vera
- Chiqui de la Fuente
- Daniel Branca
- Emilia Castañeda Martínez
- Emilio Bernardó
- Enric Torres-Prat
- Enric Torres-Prat
- Enric Badia Romero
- Enric Sió
- Enric Torres-Prat
- Esteban Maroto
- Eugeni Giner
- Eloy Jiménez
- Félix Mas
- Fernando Fernández
- Florenci Clavé
- Francisco Cueto
- Jaume Juez i Castellà, Xirinius
- Jaime Brocal Remohí
- Jesús Blasco
- Jesús Durán
- Joan Nebot
- José Antonio Pérez Mascaró
- José Ortiz Moya
- Josep Nebot
- Joan Beltrán Bofill
- Joaquín Blázquez
- Jordi Badia Romero
- Jordi Bernet
- Jorge Gálvez Badía
- José García Pizarro
- Jordi Longarón
- José Lombardía
- José María Cardona Blasi
- Josep Maria Beà
- Juan Antonio Abellán
- Luis Bermejo Rojo
- Luis Collado Coch
- Ramón Escolano
- Manel Ferrer, Manel
- Manuel Sanjulián
- Mari Carmen Vila Migueloa, Marika
- Miguel Fuster
- Luis García Mozos
- Juan Antonio Abellán
- Juan Giménez
- Jordi Ginés i Soteras, Gin
- Domingo Gómez Álvarez
- José González Navarro (Pepe González)
- Francisco González Vilanova
- Göte Goranssön
- Rafael Griera Calderón
- Josep Gual i Tutusaus
- Fernando Güell
- Francisco Guinovart Rotllán
- Rafael Losada
- Rafael López Espí
- Santiago Martín Salvador
- Joan Martí, Petronius
- Josep Maria Martín Saurí
- Pedro Martínez Henares
- Josep Miralles
- Isidre Monés
- Enric Montserrat
- Àngel Nadal
- Miguel Quesada
- Lluís Ribas
- Luis Roca
- Felipe de la Rosa
- José Rubio
- Martín Salvador
- Leopoldo Sánchez
- Santiago Scalabroni
- Manfred Sommer
- Pedro Añaños
- Rafael Aura León, Auraleon
- Rafael Martínez
- Ramón Torrents
- Suso Peña
- Tunet Vila
- Vicente Alcázar
- Vicente Segrelles
- Víctor de la Fuente
- Víctor Arriagada Ríos, Vicar